# The Affairs of Martha
The Affairs of Martha è un film del 1942 diretto da Jules Dassin.

## Produzione
La lavorazione del film, prodotto dalla Metro-Goldwyn-Mayer (MGM) con il titolo di lavorazione Once Upon a Thursday, durò dal 23 febbraio al 21 marzo 1942.

## Distribuzione
Il copyright del film, richiesto dalla Loew's Inc., fu registrato il 7 luglio 1942 con il numero LP11474.